# Synaemops
Synaemops Mello-Leitão, 1929 è un genere di ragni appartenente alla famiglia Thomisidae.

## Distribuzione
Le quattro specie note di questo genere sono state rinvenute in Brasile (3 specie) e Argentina (1 specie)

## Tassonomia
Non sono stati esaminati esemplari di questo genere dal 1941.
A gennaio 2015, si compone di quattro specie:
- Synaemops nigridorsi Mello-Leitão, 1929[2] — Brasile
- Synaemops notabilis Mello-Leitão, 1941 — Brasile
- Synaemops pugilator Mello-Leitão, 1941 — Argentina
- Synaemops rubropunctatus Mello-Leitão, 1929 — Brasile